# ETM professional control GmbH
ETM professional control GmbH — австрийская компания, производитель системы визуализации и контроля процесса PVSS. Отделения компании расположены в Германии, Нидерландах, Швейцарии.
Система PVSS применяется для управления такими объектами, как LHC, построенный CERN, Готардским и Зеелисбергским автомобильными туннелями в Швейцарии и др.